# Girabola 1986
Der Girabola 1986 war die achte Saison des Girabola, der höchsten Spielklasse im Fußball in Angola. Es nahmen 14 Mannschaften teil, die je zweimal gegeneinander antraten.
Petro Luanda aus der Hauptstadt Luanda wurde zum dritten Mal Meister. Der GD Interclube, ebenfalls aus der Hauptstadt, wurde erstmals angolanischer Pokalsieger und gewann danach auch den angolanischen Supercup, mit zwei 1:0-Siegen gegen den Meister Petro Luanda.
Interclubes Stürmer Túbia wurde mit 20 Toren Torschützenkönig.

## Tabelle
Vor allem bedingt durch die Wirren und Zerstörungen des angolanischen Bürgerkriegs (1975–2002) ist nur die Endtabelle ohne genauere Angaben wie detaillierte Tor- oder Punkteverhältnisse vermerkt.
| Pl.                                                           | Verein                   | Sp. | S | U | N | Tore    | Diff. | Punkte |
| ------------------------------------------------------------- | ------------------------ | --- | - | - | - | ------- | ----- | ------ |
| 1.                                                            | Petro Luanda             | 0   | 0 | 0 | 0 | 000:000 | ±0    | 0      |
| 2.                                                            | GD Interclube            | 0   | 0 | 0 | 0 | 000:000 | ±0    | 0      |
| 3.                                                            | Ferroviário da Huíla (P) | 0   | 0 | 0 | 0 | 000:000 | ±0    | 0      |
| 4.                                                            | CD Primeiro de Agosto    | 0   | 0 | 0 | 0 | 000:000 | ±0    | 0      |
| 5.                                                            | FC Cabinda               | 0   | 0 | 0 | 0 | 000:000 | ±0    | 0      |
| 6.                                                            | GD Sagrada Esperança     | 0   | 0 | 0 | 0 | 000:000 | ±0    | 0      |
| 7.                                                            | Petro Huambo             | 0   | 0 | 0 | 0 | 000:000 | ±0    | 0      |
| 8.                                                            | Desportivo da Chela      | 0   | 0 | 0 | 0 | 000:000 | ±0    | 0      |
| 9.                                                            | Desportivo TAAG          | 0   | 0 | 0 | 0 | 000:000 | ±0    | 0      |
| 10.                                                           | Primeiro de Maio (M)     | 0   | 0 | 0 | 0 | 000:000 | ±0    | 0      |
| 11.                                                           | Mambroa SC Huambo        | 0   | 0 | 0 | 0 | 000:000 | ±0    | 0      |
| 12.                                                           | Leões Luanda             | 0   | 0 | 0 | 0 | 000:000 | ±0    | 0      |
| 13.                                                           | Desportivo Benguela      | 0   | 0 | 0 | 0 | 000:000 | ±0    | 0      |
| 14.                                                           | Inter Lunda-Sul          | 0   | 0 | 0 | 0 | 000:000 | ±0    | 0      |
| Stand: Endstand, keine detaillierte Abschlusstabelle vermerkt |                          |     |   |   |   |         |       |        |

| (M) | amtierender angolanischer Meister     |
| (P) | amtierender angolanischer Pokalsieger |